# 2.55 de Chanel

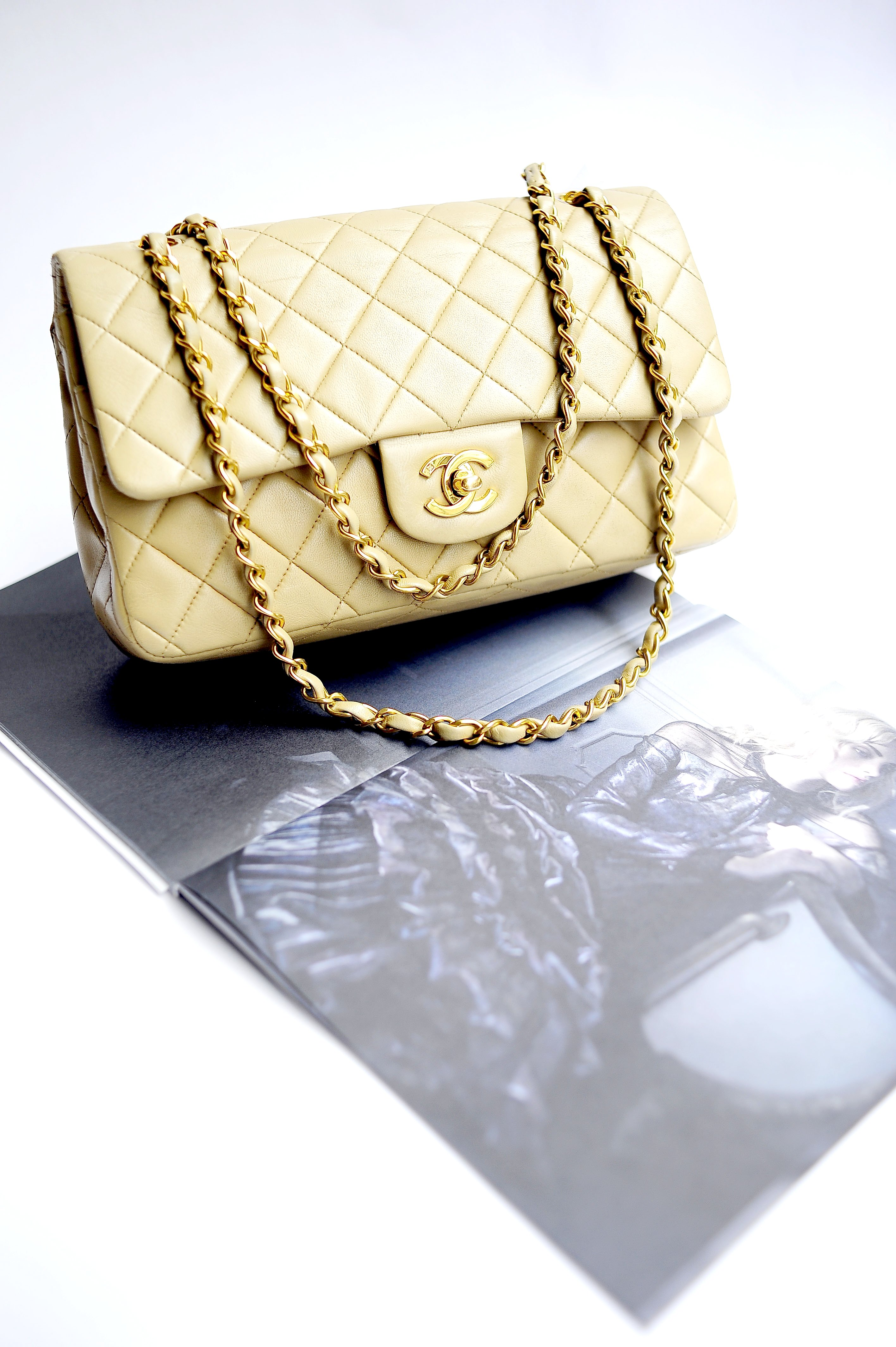
Chanel 2.55 2009

Le 2.55 est un sac à main pour femme de la maison de haute couture française Chanel. Créé en février 1955, ce sac matelassé constitue un des classiques de la marque et l'une de ses icônes. Il fait partie des It bag.

## Historique
Gabrielle Chanel commence à créer des sacs en 1927. Agacée de perdre ses sacs et d'être encombrée par eux, Chanel s'inspire des sacoches militaires (type besace) portées en travers du corps pour créer en 1929 un sac à bandoulière pouvant se porter à la main ou à l'épaule grâce à sa chaîne réglable. Ce sac mains libres représente un renouvellement des habitudes à l'époque car les sacs étaient traditionnellement portés à la main comme une pochette ou étaient équipés d'anses pour être porté sur le pli du coude ou sur l'avant-bras.
À celui-ci lancé le 2 février 1955, elle donne, comme à ses parfums, un numéro pour dénomination ; celui-ci symbolise le mois et l'année du lancement et constitue la version élégante et sophistiquée de celui de 1929. Pouvant être porté au bras grâce à sa bandoulière, cet usage est alors dans la continuité des idées de Coco Chanel prônant une mode pratique et simple, tel son classique tailleur présenté l'année précédente, rendant les femmes plus libres de leurs mouvements. La couturière fait trois modèles de ce sac : un résistant pour la journée en agneau et deux plus luxueux, un en satin de soie et un en jersey, pour le soir. 
Plusieurs légendes courent sur les sources d'inspiration de ce sac. Le matelassage en losanges surpiqués serait inspiré des vestes des lads ou des jockeys sur les champs de courses que fréquentait Chanel avec son ami Étienne Balsan, ou bien des coussins du sofa en suède de son appartement. Son design aurait été suggéré par le tapis des chevaux. Les doubles maillons en forme de grains de riz allongé de la bandoulière rappelleraient les chaines de ceinture que portaient à la taille les sœurs et qui servaient à y attacher les différentes clefs de l'orphelinat de l'abbaye cistercienne d'Obazine où fut placée Gabrielle Chanel. Les couleurs et les matériaux s'inspiraient des vêtements des religieuses, le grenat de l'uniforme de Gabrielle à cette époque.
Le sac nécessite cent-quatre-vingt manipulations pour sa fabrication, de la coupe de la peau à la signature surpiquée, faisant intervenir de 6 à 15 employés expérimentés jusqu'à une quinzaine d'heures de travail. Après plusieurs années passées dans l'ombre, le 2.55 est retrouvé plié dans des archives et remis au goût du jour en 1988 par Karl Lagerfeld avec le sac « Timeless classic » (sac à rabat classique) : le fermoir rectangulaire est remplacé par un fermoir arrondi au logo de la marque 'double C entrelacés), une lanière de cuir est tressée dans sa chaîne et les couleurs de la doublure s'harmonisent avec celles du cuir. En 2005, pour marquer le cinquantième anniversaire de la création de ce sac, Karl Lagerfeld décide de relancer le modèle emblématique de 1955 (appelé le 2.55 reissue) et celui de 1988 (appelé 2.88) qui font partie de l'iconographie de la marque. Depuis, la Maison Chanel réinterprète ces modèles année après année, sortant des modèles avec de nouvelles couleurs, matières, formes ou tailles,.
En 2007, Karl Lagerfeld crée la version la plus luxueuse du sac : le « Diamond Forever » a un fermoir au « double C » en or blanc pavé de 334 diamants et une chaîne en or blanc bordée d’alligator. Produit en treize exemplaires, son prix avoisine les 260 000 dollars. Quelques années après est commercialisé une version en cuir lisse et souple faisant fi du traditionnel matelassage.
En 2008, un sac Chanel 2.55 classique coûtait 1 650 dollars aux États-Unis, en 2014 son prix avoisine les 5 000 dollars. La maison Chanel explique cette  multiplication du prix par quatre en dix ans : « nous ajustons régulièrement nos prix selon les modèles, les coûts de production, celui des matériaux et du taux de change ». Pour Thomai Serdari, spécialiste du luxe, « la hausse du prix de la main d'œuvre, ou des matériaux, est moins déterminante que la volonté de Chanel de faire perdurer le sentiment d’exclusivité, essentiel dans la définition du luxe ».
Maintes fois copié, ce sac reste considéré comme un It bag incontournable, un classique jamais démodé, et une marque de réussite sociale,,,,,. Madame Figaro le qualifie de « cultissime », le Vogue Italia le décrit comme le sac de rêve de millions de femmes, tandis que Stylist dans sa version anglaise (en) le classe parmi les It bag les plus iconiques.

## Caractéristiques
Il se caractérise par sa forme rectangulaire, son aspect extérieur matelassé, sa chaîne-gourmette et cuir et son fermoir gravé Chanel. 
Le fermoir rotatif est orné d'un tourniquet doré rectangulaire ou du logo des 2C entrelacés. Le fermoir d'origine est nommé « fermoir Mademoiselle », « Mademoiselle » étant le surnom de la couturière. La chaîne-gourmette se glisse à travers des œillets dorés.

La doublure intérieure est classiquement rouge grenat en cuir ou ottoman (en) cousu retourné. Le rabat intérieur est orné des 2C entrelacés sous lequel est imprimé sur deux lignes au fer à dorer : 
. 
Ce sac est composé de sept poches, notamment trois poches-soufflet à l’intérieur dont la « tube » pour le rouge à lèvre, une poche arrondie plaquée à l’arrière surnommée « sourire de Mona Lisa », et une « secrète », poche zippée sur le revers du rabat pour y cacher des papiers confidentiels.